# Guillaume Courtois

Guillaume Courtois (Saint-Hippolyte, 1628 - 15 de junio de 1679), llamado Il Borgognone, fue un pintor y grabador del franco-condado, hermano del pintor jesuita Jacques Courtois. Pasó toda su carrera profesional en Roma (Italia). También se lo conoce como Guglielmo Cortese.
Su hermano y él nacieron en Saint-Hippolyte (Franco Condado de Borgoña), en ahora Francia, hijos de un pintor. Juntos, el padre y los dos hijos se mudaron a Italia cuando Guillaume era todavía un niño.
Llegó a Roma en 1638, y entró a trabajar en el taller de Pietro da Cortona. Completó su formación mediante dibujos de modelos vivos y copias de las obras de Giovanni Lanfranco y Andrea Sacchi. Estudió también a los pintores boloñeses y a Guercino (Giovanni Barbieri), y adoptó un estilo clasicista que en parte se asemeja al estilo de Carlo Maratta.

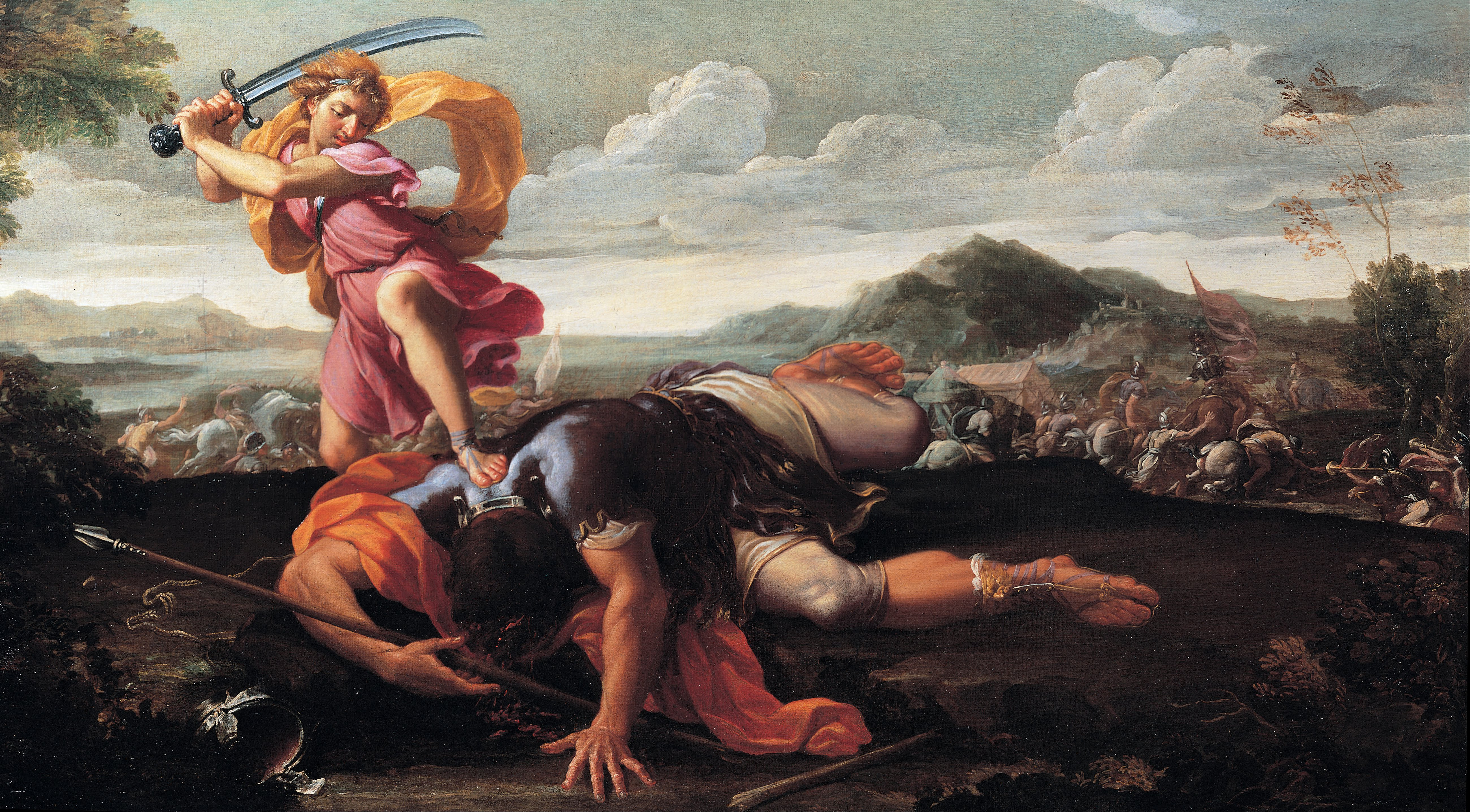
David y Goliat, óleo sobre tela (1650-1660).

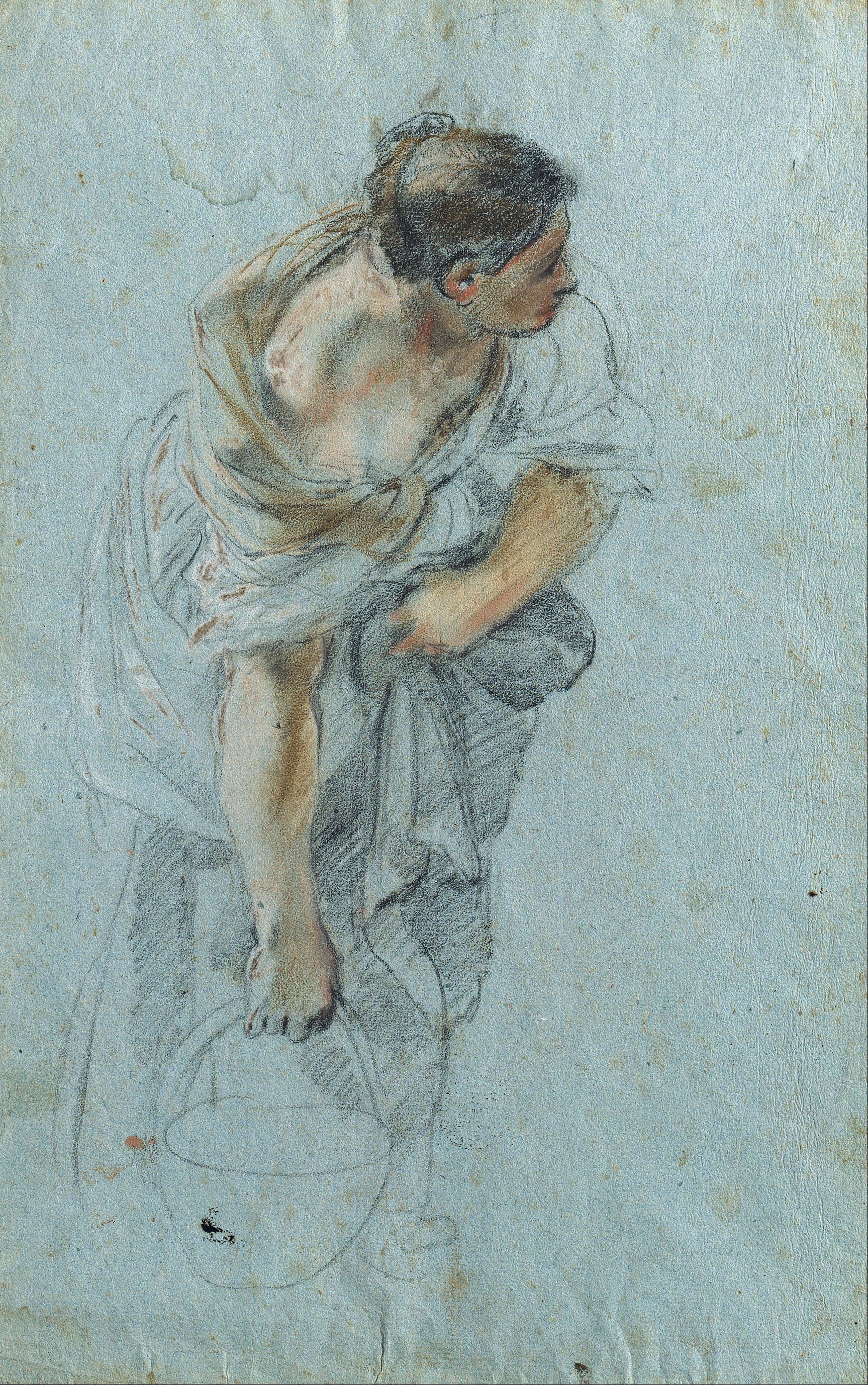
Estudio de mujer (1645).

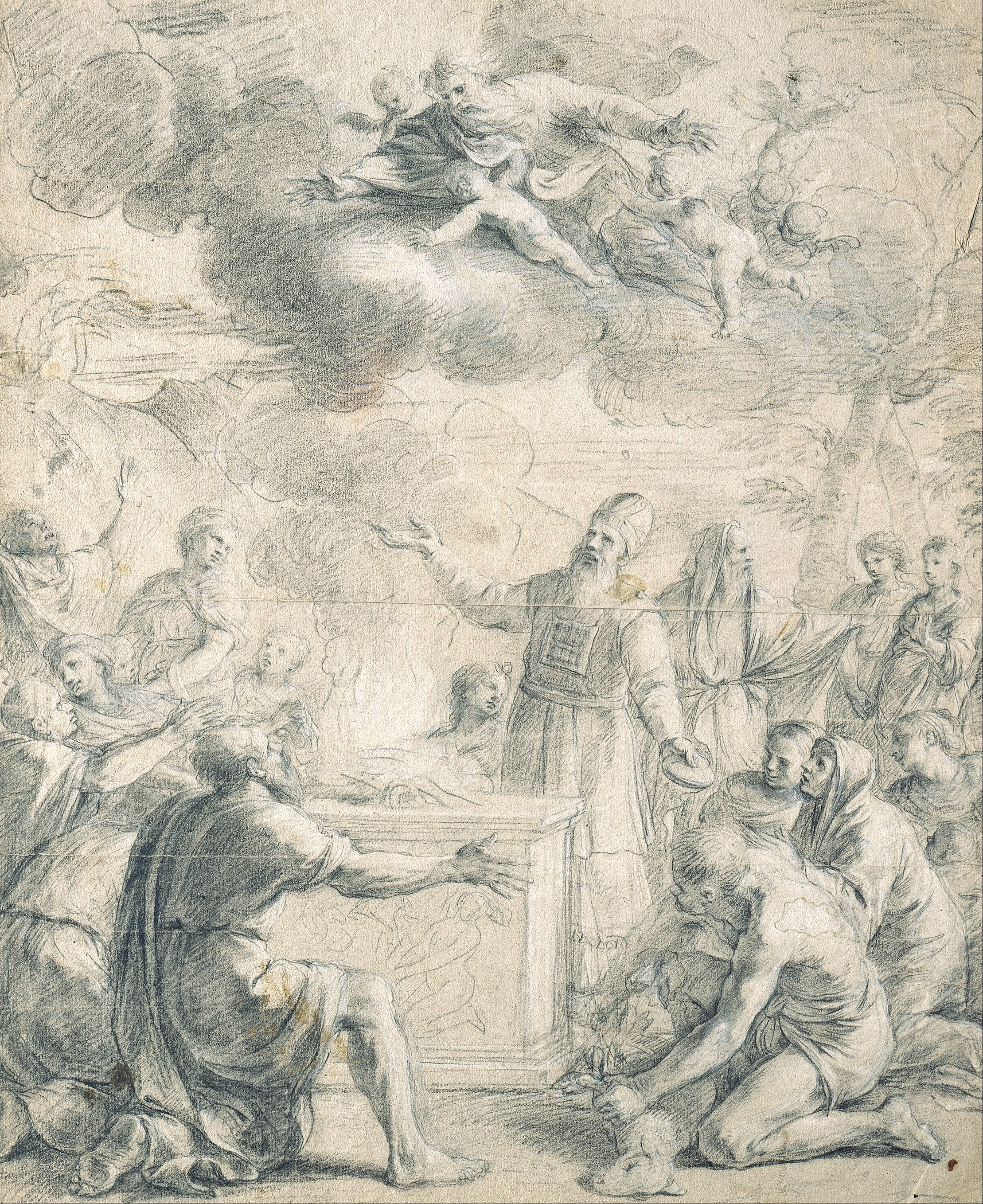
El sacrificio de Aarón (1653).

Pintó La batalla de Josué para la galería del Palacio del Quirinal, la Crucifixión de san Andrés en Iglesia de San Andrés del Quirinal y varias obras para los jesuitas, algunas de ellas en colaboración con su hermano. Su última producción fue Cristo amonestando a Marta.